# Битва при Мегіддо (1457 рік до н. е.)
Битва при Мегіддо — битва між військами Стародавнього Єгипту та об'єднаної коаліції князів Північної Сирії та Палестини в союзі з Мітанні. Сталась 26 квітня 1457 до н. е. на північний захід від ханаанського міста Мегіддо.
Опис битви при Мегіддо входив до цитат з «Анналів Тутмоса III» придворного хроніста Таніні, який супроводжував фараона у всіх його сімнадцяти походах, що збереглись у карнацькому храмі Амона, в Залі анналів. Битва при Мегіддо під час першого походу Тутмоса III віднесена там до 23-го року правління фараона. Таким чином, вона є першою в історії ретельно описаною збройною сутичкою.
У майбутніх битвах давнини й новітнього часу околиці Мегіддо неодноразово ставали полем бою, дійшовши до того, що Армагеддон («гора Мегіддо») в есхатологічних уявленнях аврамічних релігій називається місцем останньої битви добра зі злом.

## Передумови та перебіг битви
Наприкінці правління Хатшепсут, яка була співправителькою Тутмоса III й контролювала за свого життя єгипетську політику, на території Північної Сирії почали визрівати ворожі до Єгипту коаліції з локальних царьків і князів, що ставили собі на меті завоювання країни на Нілі, як це за 200 років до того вдалось гіксосам. Ті сили очолив Дуруша, цар області навколо сильно укріпленого міста Кадеш, який також вступив до союзу з Мітанні й царем міста-фортеці Мегіддо. Разом, за даними з Карнака, в антиєгипетському союзі брали участь 330 азійських правителів, що сучасні дослідники вважають перебільшенням.
Для придушення таких виступів Тутмос III, який після смерті Хатшепсут став одноосібним правителем зібрав армію, що включала піхоту, озброєну складаними луками, хопешами та бойовими топірми, а також бойовими колісницями. 31 березня 1457 до н. е. Тутмос III виступив на чолі своєї армії з прикордонної фортеці Тіару. За 9 днів він вступив до Гази. 21 квітня єгипетські війська сягнули міста Джехем. Там стало відомо, що цар Кадешу об'єднав під своїм командуванням сили всіх раніше залежних від Єгипту територій у Північній Сирії, Палестині й на Верхньому Євфраті, та очікує на підхід армії Тутмоса біля Мегіддо. Фараон наказав своїм військам рушити на Мегіддо найкоротшим шляхом, через ущелину гір Кармель. Незважаючи на всю небезпеку такого рішення, маневр виявився вдалим, і єгипетська армія опинилась під стінами Мегіддо, вийшовши саме між північним і південним флангами війська коаліції. Воїни з Сирії, яких застали зненацька, після короткого бою сховались у фортеці Мегіддо. На полі вони залишили колісниці, коней, численні цінності, оскільки городяни Мегіддо боялись відкрити браму та втягували своїх воїнів на стіни фортеці за допомогою зв'язаних одежі та мотузок. Хоч і цар Мегіддо, і цар Кадешу змогли таким чином урятуватись, у полон потрапив син царя Кадешу. Єгиптяни, замість того, щоб переслідувати ворога й намагатись узяти місто — почали збирати трофеї.
Багата здобич, захоплена єгиптянами в покинутому ворожому таборі, не справила враження на фараона — він виступив з промовою перед солдатами й довів їм необхідність взяття Мегіддо. Тож після святкування перемоги єгиптяни були змушені перейти до тривалої облоги міста. Навколо Мегіддо було збудовано стіну для облоги, що отримала назву «Менхеперра (тронне ім'я Тутмоса III), той, хто заволодів рівниною азійців». З імпровізованої фортеці облогою керував сам фараон Тутмос. За час облоги до Тутмоса прибували з даниною правителі сирійських міст, які уникнули оточення в Мегіддо.
Після завершення облоги, що тривала, за різними даними, від 4 до 7 місяців, коаліція визнала себе переможеною. Царі та князі були змушені відтоді сплачувати Єгипту данину. Переможені також визнали верховенство правителів Єгипту та присягнули їм на вірність. Тутмос III помилував полонених правителів, але відпустив їх додому на віслюках, з ганьбою.

## Наслідки
На стіні Третього пілону зберігся майже повний список сирійських та ханаанських міст, що входили до складу союзу, розбитого фараоном під Мегіддо. Список містить 119 назв, включаючи Кадеш, Мегіддо, Хамат, Дамаск, Хацор, Акко, Беріт, Іоппія, Афек, Таанах тощо.
Розповідь про перший похід Тутмоса III завершується зображенням тріумфу фараона, який повернувся до Фів зі своїм військом. На честь своєї грандіозної перемоги Тутмос III влаштував у столиці три свята, що тривали по 5 днів. Упродовж тих свят фараон щедро обдарував своїх воєначальників і солдатів, а також храми.
Битвою при Мегіддо почались сімнадцять переможних кампаній Тутмоса III у Передній Азії, що розширили кордони Єгипту до небувалих раніше розмірів та встановили його гегемонію на Близькому Сході.
Запеклий характер битви сприяв тому, що наступні покоління ханаанеїв вірили — саме на його місці має відбутися й остання в людській історії битва між добром і злом, або ж Армагеддон.